# Жиличи (усадьба)
Дворцово-парковый ансамбль Булгаков (бел. Палацава-паркавы комплекс Булгакаў) — памятник архитектуры позднего классицизма в агрогородке Жиличи на реке Добосна (Кировский район, Могилёвская область, Республика Беларусь). В 5 км расположен агрогородок Добосна, в связи с чем дворцово-парковый ансамбль также называют "Добосна". Сформирован в XVIII—XIX веках. Историко-культурная ценность Республики Беларусь.

## История

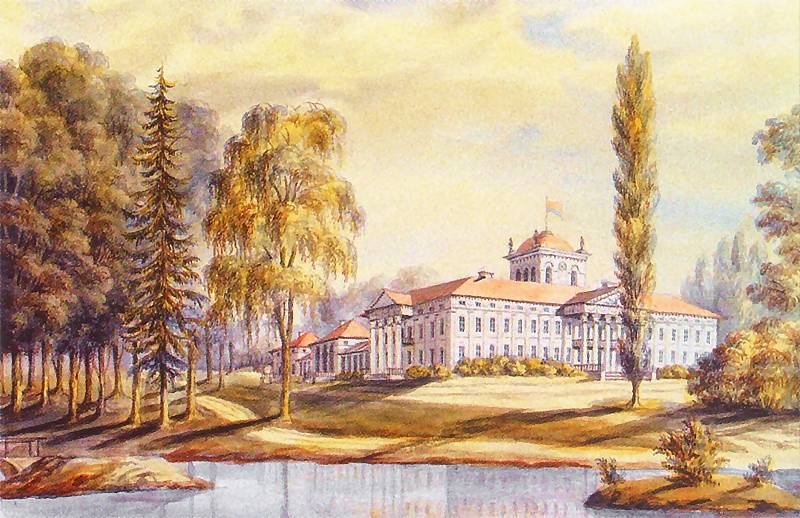
Дворец Булгаков в середине XIX века на рисунке Наполеона Орды

Резиденция состоятельного шляхтича, бобруйского уездного маршалка Игната Булгака (1798—1848) в деревне Жиличи построена в 1830-е годы по его заказу по проекту архитектора Кароля Подчашинского на берегу реки Добосна.
Дворец строился в два приёма: сначала был возведен главный П-образный корпус, а позже в 1864—1876 годах к нему пристроили длинное двухэтажное крыло с дворцовой церковью и дополнительными жилыми помещениями. Такое архитектурное решение образовало полуоткрытый внутренний двор. По некоторым данным, западная часть дворца была достроена в 1914 году.
Первыми работами с 1825 года руководил ученик Петербургской Академии искусств Клобуковский.
В 1848 году после смерти Игната Булгака имение перешло к его младшему сыну Эдгару. При нём был достроен дворец — появилось два одноэтажных фланга с церковью, оранжереей и служебными помещениями, строительством, вероятно, руководил Кароль Подчашинский.
Последний владелец имения, племянник Эдгара Эммануэль Булгак, умер в Польше в межвоенное время. После революции здесь размещался детский дом, в 1930-х годах — зоотехнический техникум. Во время Второй мировой войны было разобрано южное крыло, в котором находилась оранжерея. Дворец был превращён в госпиталь, а в парке хоронили погибших солдат.
После войны во дворце находилось Бобруйская трёхлетняя агрономическая школа. После того, как для неё было построено неподалеку новое отдельное здание, дворец начал приходить в запустение. Во дворце на первом этаже осталась бухгалтерия и отдел кадров. В 1973 году архитектором Я. Курто был разработан проект реставрации комплекса, который в дальнейшем был реализован. В наше время во дворце расположен краеведческий музей и музыкальная школа, которые были организованы в 1996 году.
До нашего времени сохранились дворец, флигель, ледник и некоторые другие хозяйственные постройки, парк.
Реставрация дворцово-паркового комплекса Булгаков была начата в 2009 году. После реставрации во дворце разместится музейная экспозиция, мини-гостиница и сельская библиотека.
Согласно постановлению Совета Министров от 3 июня 2016 года № 437 дворцово-парковый комплекс был включён в число 27 объектов, затраты на сохранение которых могут финансироваться из республиканского бюджета.

Архивные фотографии дворцово-паркового ансамбля
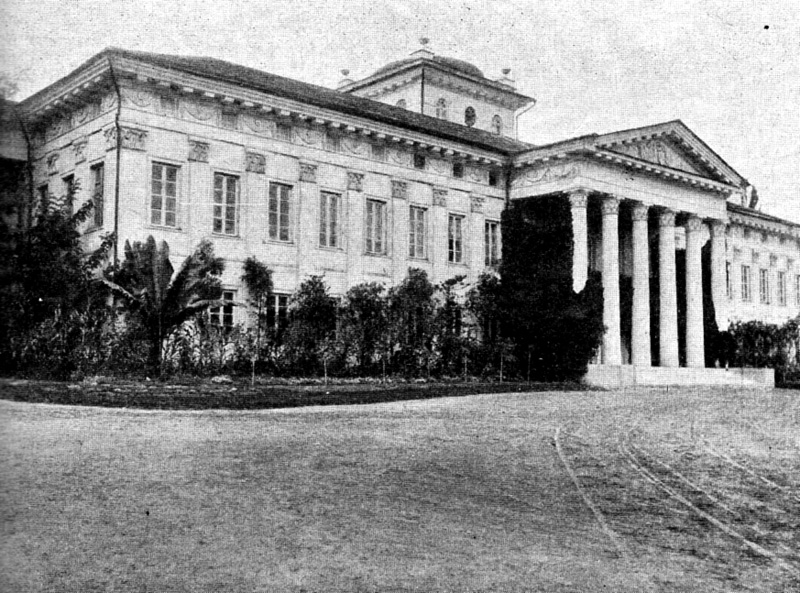
Дворец Булгаков в начале XX века
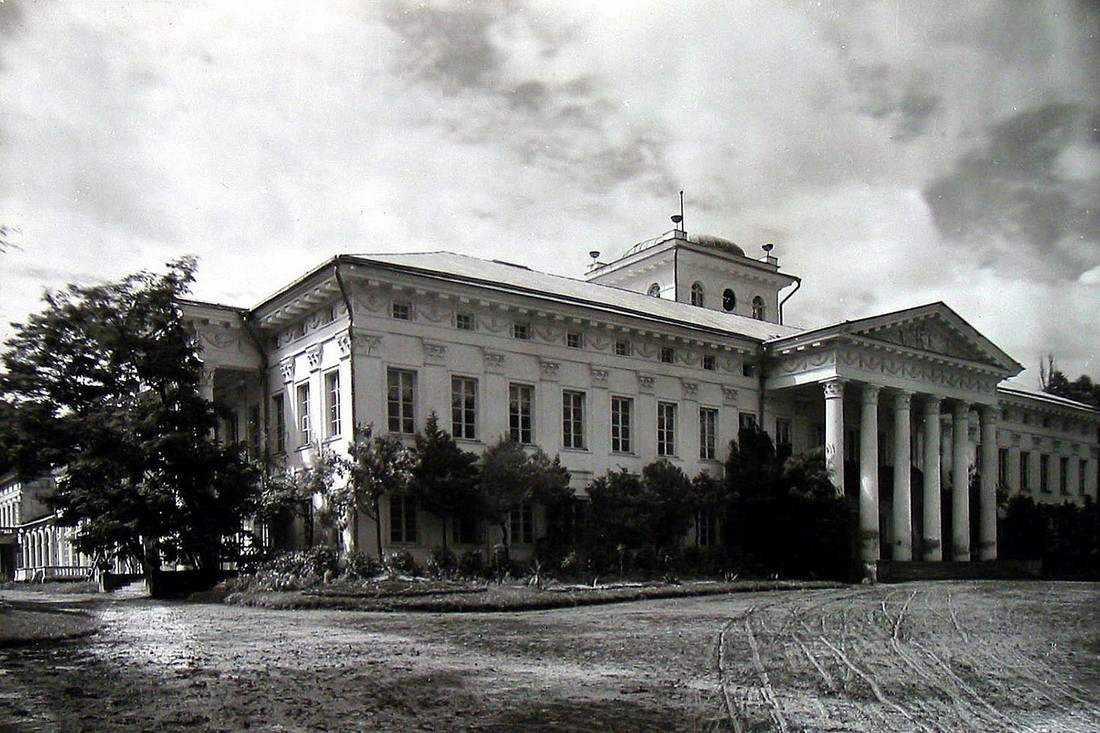
Центральный вход во дворцово-парковый ансамбль Булгаков
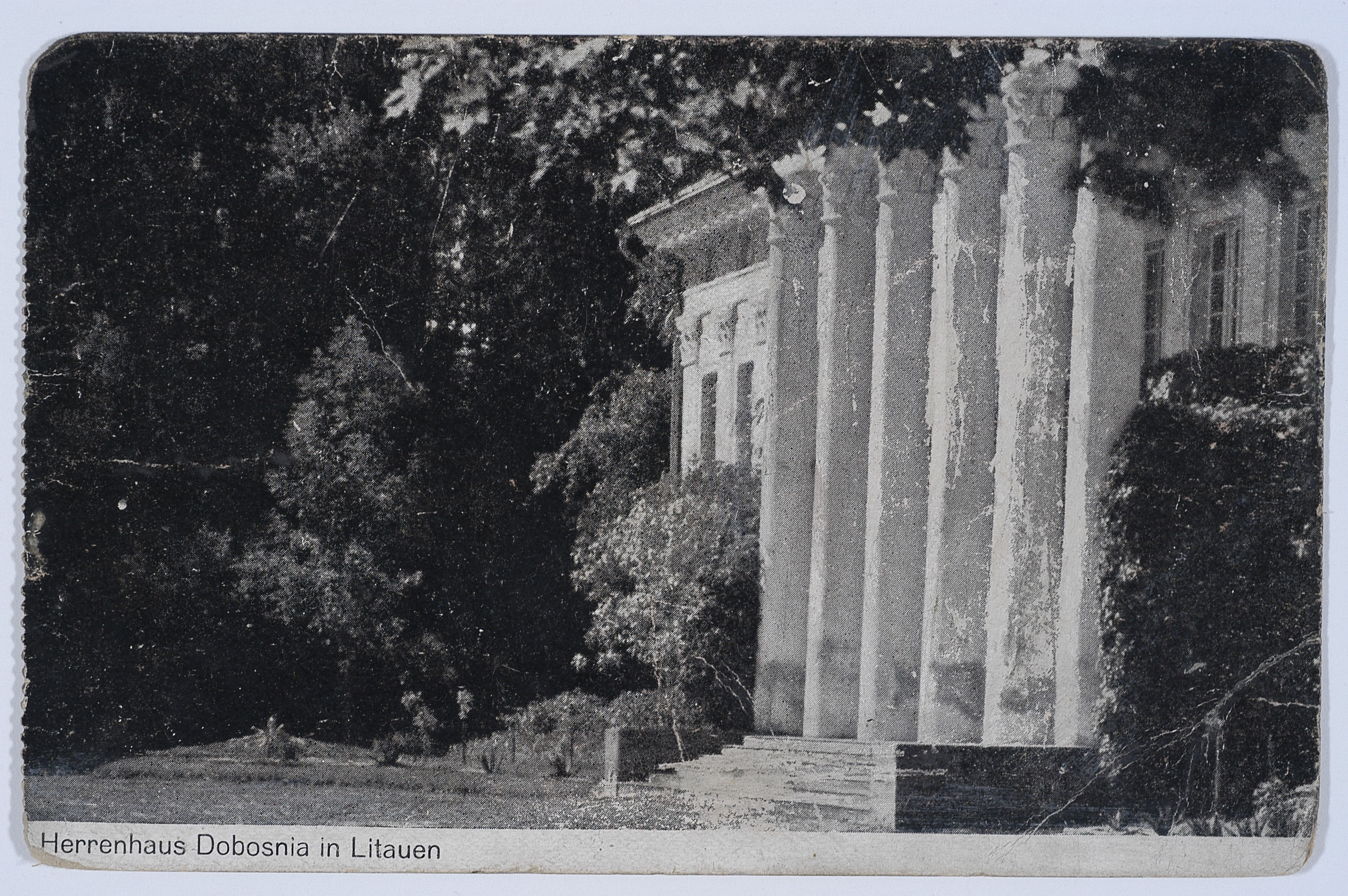
Фрагмент дворца Булгаков
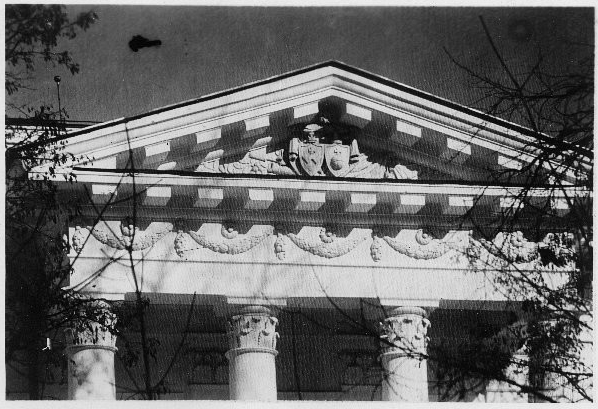
Фрагмент дворца Булгаков

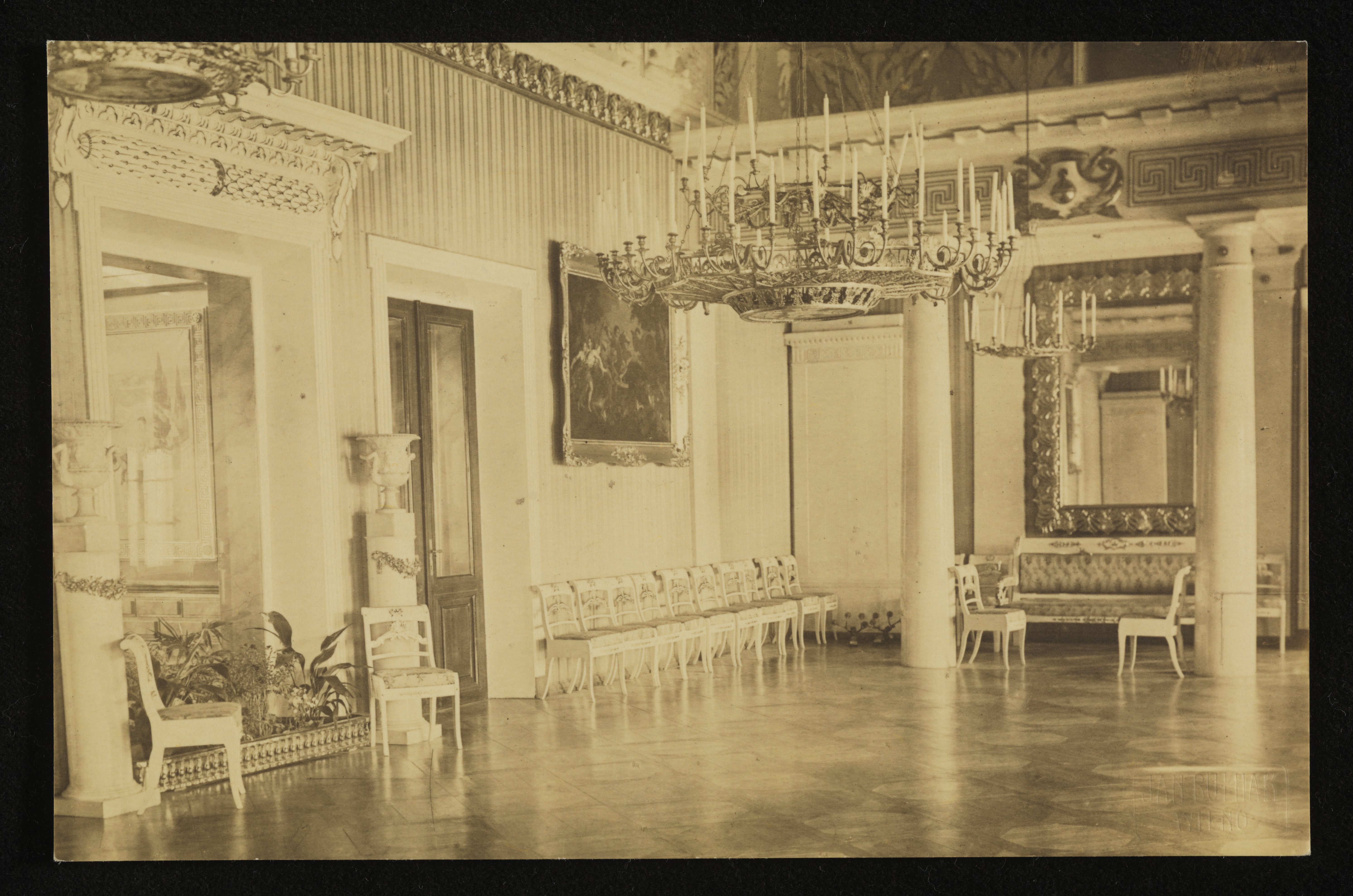
Интерьер дворца
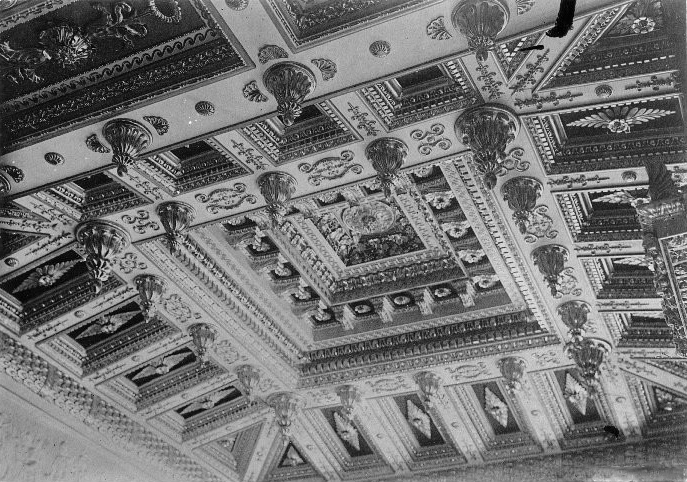
Потолок дворца
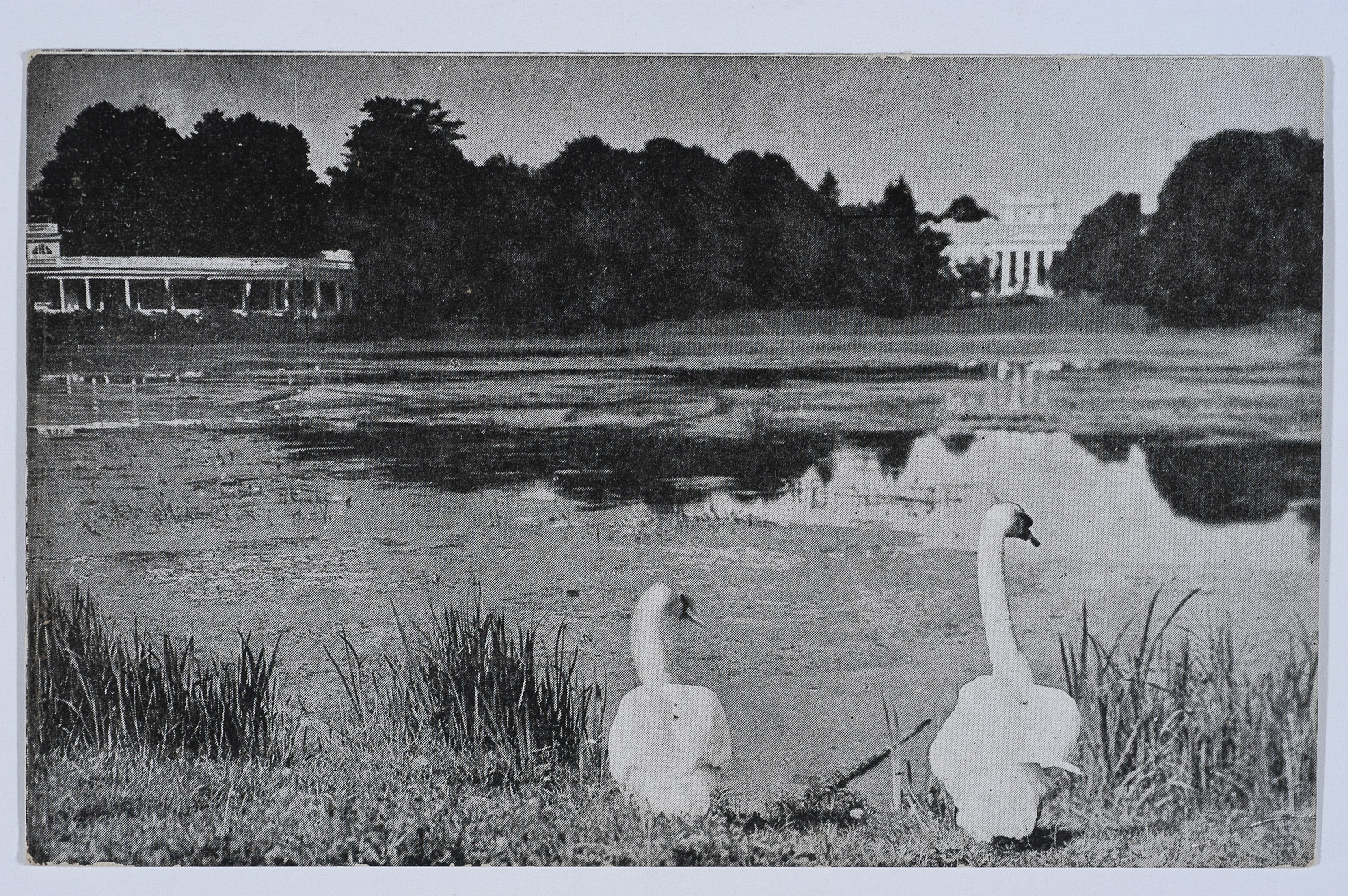
Вид у пруда в Добасна
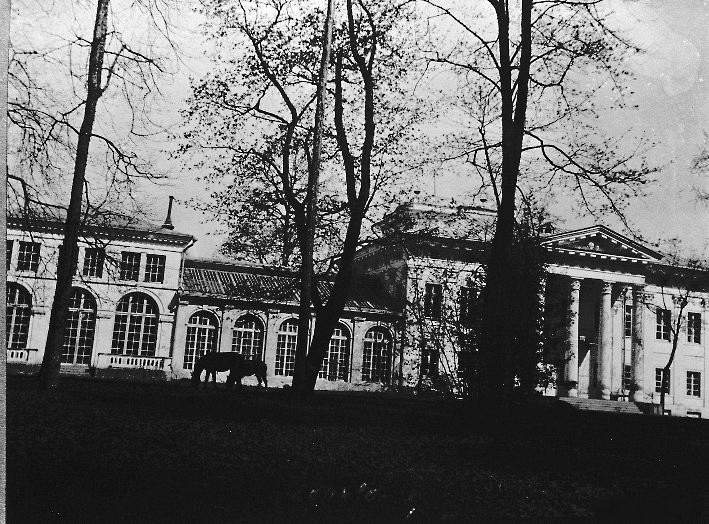
Вид на дворец Булгаков со стороны парка

## Архитектура
Резиденция представляла собой довольно большой хорошо спланированный дворцово-парковый ансамбль. В его состав кроме дворца с парком входили большие плодовые сады, огороды, водоёмы, где велось рыбное хозяйство. Был большой хозяйственный двор, водяная мельница, винокурня, крахмальный и сахарный заводы.

### Дворец
Дворец представлял в плане прямоугольник с колонным портиком на главном фасаде и прямоугольным ризалитом на парковом фасаде. Главный корпус выделен в центре шестиколонным портиком коринфского ордера с фронтоном, декорированным лепным гербом и бельведером над лестницей. Торцы главного корпуса оформлен идентичными чатырёхколонными портиками. По периметру здания проходит развитый карниз с фризом, украшенный лепными гирляндами и розетками.
Главный фасад бокового корпуса прорезан арочными оконными проёмами и украшен колоннадой. Центр выделен двухэтажным объёмом домовой часовни. Внутреннюю планировку дворец имеет смешанную — коридорно-анфиладную.

### Интерьер

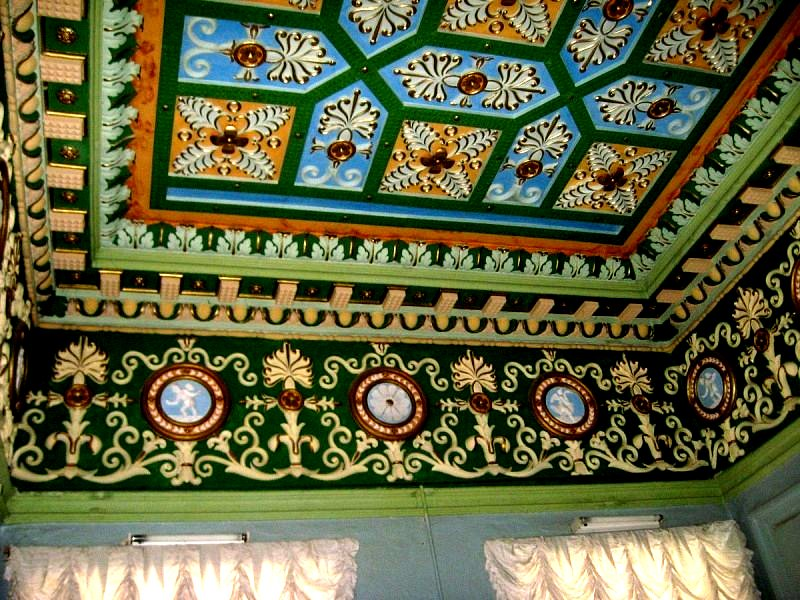
Оформление потолков

Разработку внутренних помещений приписывают также Клобуковскому. Внутренняя отделка насыщена лепниной, мелкой скульптурной пластикой, росписями, позолотой, зеркалами, декоративной обивкой. В декоре использованы ампирные элементы: крупные фризы, панели с барельефными античными сценами. Причём каждая комната декорирована индивидуально. На втором этаже южного крыла главного корпуса выделяется прямоугольный в плане парадный зал, расчленённый колоннами на 3 части. Зал декорирован широким многофигурным барельефным фризом с сюжетами на темы охоты, боя, жертвоприношения. Колонны и пилястры имеют позолоченные капители. Основной пластический эффект создает кессонированный потолок с богато орнаментированной лепниной.
Тадеуш Ростворовский по заказу хозяев усадьбы украсил плафоны залов дворца сценами с античными мифологическими сюжетами.

### Парк

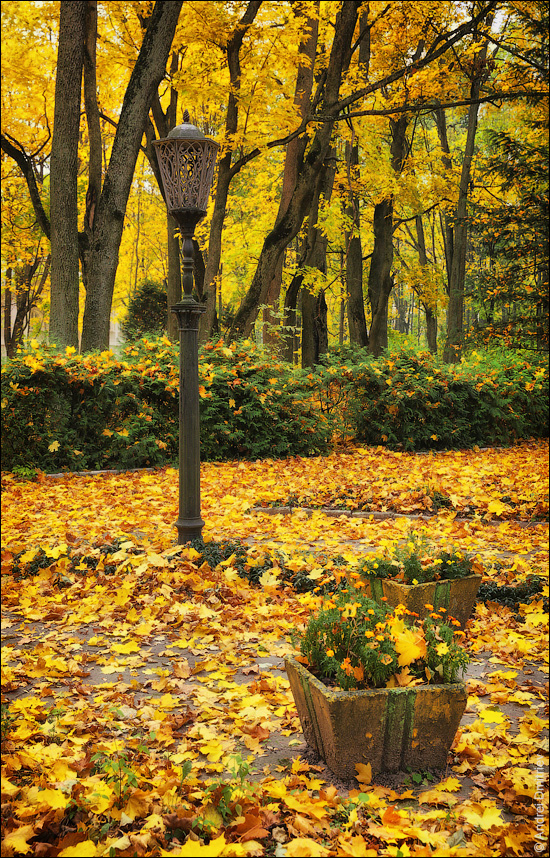
В парке

Дворец является центром композиции большого дворцово-паркового ансамбля, замкнутого в вытянутый с востока на запад прямоугольник аллеями регулярного парка. Площадь парка составляет 18 га, а всего комплекса с водоёмами, плодовыми садами, подсобными сооружениями — около 100 га. Равнинную часть парка пересекает река Добосна с живописными прудами и островами. Сохранились руины павильона-купальни, беседок, мостиков. Перед главным фасадом дворца парк имеет регулярный характер и партерное озеленение. Остальная часть парка имеет пейзажный характер, который был создан в 1830-е, с разнообразием насаждений, в том числе и экзотов, например, сосны веймутовой, клёна серебристого, ореха серого, липы европейской и другие.

## События и мероприятия
- 23 сентября 2023 года — областной фестиваль "Вераснёўскi фэст. Палац у Жылiчах"[8][9]